# Un angelo da quattro soldi
Un angelo da quattro soldi (Almost an angel) è un film del 1990 di John Cornell, interpretato da Paul Hogan.

## Trama
Terry Dean è un ladro appena uscito di prigione ed un genio di elettronica. Dopo una rapina in banca salva un bambino da morte certa sospingendolo via dalla strada mentre sta per essere travolto da un furgone, venendo però investito a sua volta. In ospedale Terry ha un’esperienza extrasensoriale in cui Dio, nonostante la sua vita da ladro, gli dà una seconda possibilità in merito alla sua ultima buona azione: dovrà tornare sulla terra come un angelo e dedicarsi al bene del prossimo.
Tornato in sé, Terry tenta una nuova rapina in banca, ma prima che possa agire sopraggiungono altri rapinatori, uno dei quali spara a Terry in pieno petto, lasciandolo illeso. La pistola si rivelerà infatti caricata a salve, ma a quel punto Terry si convince di esser diventato un angelo immortale. Dopo essersi consultato con un prete, che lo crede pazzo ma gli dà anche qualche consiglio, Terry decide di aiutare davvero gli altri. Seguendo una serie di presunti segnali inviati da Dio, arriva in un bar dove incontra Steve Garner, un uomo confinato su una sedia a rotelle per un tumore al midollo spinale, con cui stringe amicizia. Steve gestisce con la sorella Rose un centro per giovani, allo scopo di toglierli dalla strada e dal rischio della droga. Terry usa le sue abilità per riparare i videogame del centro ed insegna ai ragazzi ad autodifendersi e a rispettarsi. Nel frattempo Rose, dapprima scettica, inizia ad innamorarsi di lui. Terry, avendo appreso da lei della critica situazione economica del centro, riesce poi a convincere il signor Bealeman, il principale finanziatore, a stanziare nuovi fondi, prima inviandogli un segnale tramite il televisore e poi facendo illuminare una croce sulla vecchia chiesa del centro, su cui aveva precedentemente installato delle luci.
Steve scopre che la polizia è sulle tracce di Terry e si precipita ad avvertirlo, ma durante la fuga si ferisce mortalmente. Terry lo rassicura dicendogli che andrà in paradiso e per convincerlo gli dà un segnale facendo di nuovo illuminare la croce. Dice poi a Rose che ora deve andarsene, ma che tornerà. Subito dopo Rose scopre che il telecomando con cui Terry controllava le luci era senza batterie. E quando saluta Terry, questi per la distrazione scivola e finisce sulla strada proprio mentre sta sopraggiungendo un camion, che però gli passa attraverso senza conseguenze: Terry è veramente diventato un angelo.

## Critica
Gli attori e il regista di Mr. Crocodile Dundee, danno vita ad una commedia divertente sugli angeli e il paradiso.